# Servion
Pour les articles homonymes, voir Servion (Ardennes).
Servion est une commune suisse du canton de Vaud, située dans le district de Lavaux-Oron.

## Géographie
Le territoire de Servion s'étend sur 6,33 km2. Lors du relevé de 2013-2018, les surfaces d'habitations et d'infrastructures représentaient 17,6 % de sa superficie, les surfaces agricoles 62,8 %, les surfaces boisées 18,8 % et les surfaces improductives 0,2 %.

## Population

### Gentilés et surnoms
Les habitants de la commune se nomment les Servionnais, ou les Servionards.
Ils sont surnommés les Ânes ou les Bourriques (des ânes amenaient la molasse des carrières jusqu'à Lausanne) et les Pantets.

### Démographie
Servion compte 2 138 habitants au 31 décembre 2022 pour une densité de population de 338 hab/km2. Sur la période 2010-2019, sa population a augmenté de 12,8 % (canton : 12,9 % ; Suisse : 9,4 %).  

## Tourisme
La commune abrite le zoo de Servion, qui présente des mammifères, un parc ornithologique et herpétologique, un Tropiquarium, ainsi qu'une salle de spectacle, le Théâtre Barnabé, où est présenté chaque année la Revue de Servion.